# Wychino
Wychino (ros. Выхино) – stacja moskiewskiego metra linii Tagańsko-Krasnopriesnieńskiej (kod 110). Stację nazwano od rejonu Wychino-Żulebino (Południowo-wschodni okręg administracyjny Moskwy) w którym jest położona. Do 13 stycznia 1989 stacja nazywała się Żdanowskaja (Ждановская) od nazwiska znanego rewolucjonisty i polityka A. Żdanowa. Jest to stacja końcowa linii, jednakże obecnie budowana jest następna stacja Żulebino (Жулебино). Wyjścia prowadzą na ulice Chłowystowa, Krasnyj Kazanec i Wesznjakowskaja.

## Konstrukcja
Stacja pod wieloma względami jest unikatowa - jest naziemna (do czasu rekonstrukcji stacji Worobiowy Gory w 2002 roku i budowy naziemnej linii była ostatnią stacją wybudowaną na powierzchni), w niej po raz ostatni zastosowano dwa perony boczne zamiast pojedynczego wyspowego. Według oryginalnego projektu każdy peron posiadał rząd żelbetowych kolumn podtrzymujących dach. Stacja stanowi element większego kompleksu przesiadkowego składającego się dodatkowo z dworców kolejowego i autobusowego oraz zajezdni metra (TCz-11 Wychino). Kompleks składa się z 4 peronów (w tym 2 wyspowe) i 6 torów (w tym 4 dla kolei relacji Moskwa - Kazań). Jest to jedyna stacja metra gdzie nie jest możliwe przejście pomiędzy peronami bez opuszczania metra.

## Pasażerowe
Przy projektowaniu stacji wzrost liczby pasażerów w przyszłości został znacząco zaniżony, przez co obecna stacja stała się najbardziej zatłoczoną w całym systemie moskiewskiego metra. Spowodowane jest to m.in. jej położeniem na obrzeżach Moskwy, w pobliżu silnie zaludnionych terenów (Obwód moskiewski), z których mieszkańcy podróżują do centrum właśnie przez Wychino. W 2009 roku liczba pasażerów wyniosła 176629 osób na dobę.

## Przebudowa
Początkowo pociągi pasażerskie zatrzymywały się zaraz za wiatami metra, jednakże dystans ten zwiększał się od początku lat 90.. W związku z tym pojawiły się plany przebudowy i reorganizacji, rozpoczętej w 2004 roku (zamknięto stację dla najważniejszych pociągów, a pasażerom polecono używać dworca Kazańskiego). W części dworca kolejowego zastąpiono stary, betonowy dach nowoczesnym, przeźroczystym dachem (w kolorze białym i zielonym) z dodatkowymi elementami dekoracyjnymi. Połączone perony metra i kolei podzielono na całej szerokości zbudowanych pawilonów, w ten sposób obszar metra powiększył się trzykrotnie (uwzględniając zlikwidowane kasy biletowe) i zamontowano ściany bezpieczeństwa na bocznicy kolejowej. W części metra pozostawiono stary dach, jednakże go przemalowano, a surowe elementy oświetlenia usunięto. Podłogi pokryto kamieniem, a płytki ceramiczne zastąpiono marmurami. Ponowne otwarcie odbyło się 2 października 2004 roku.

## Galeria

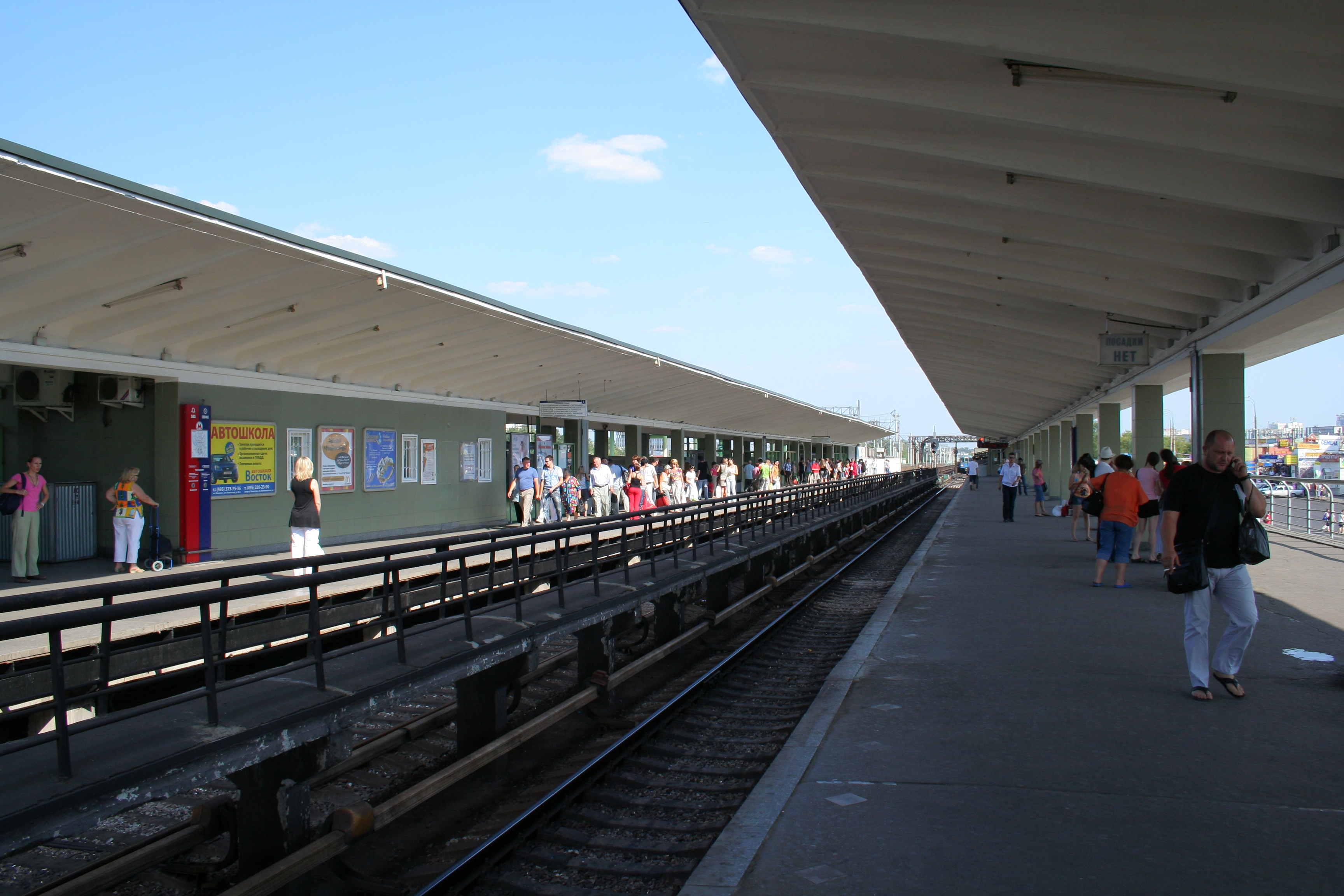
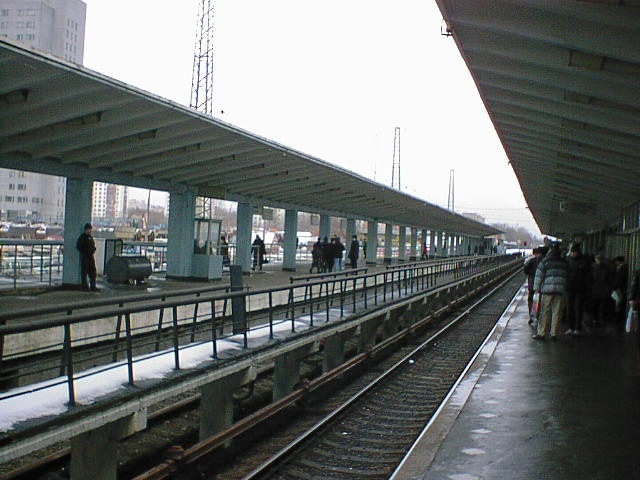
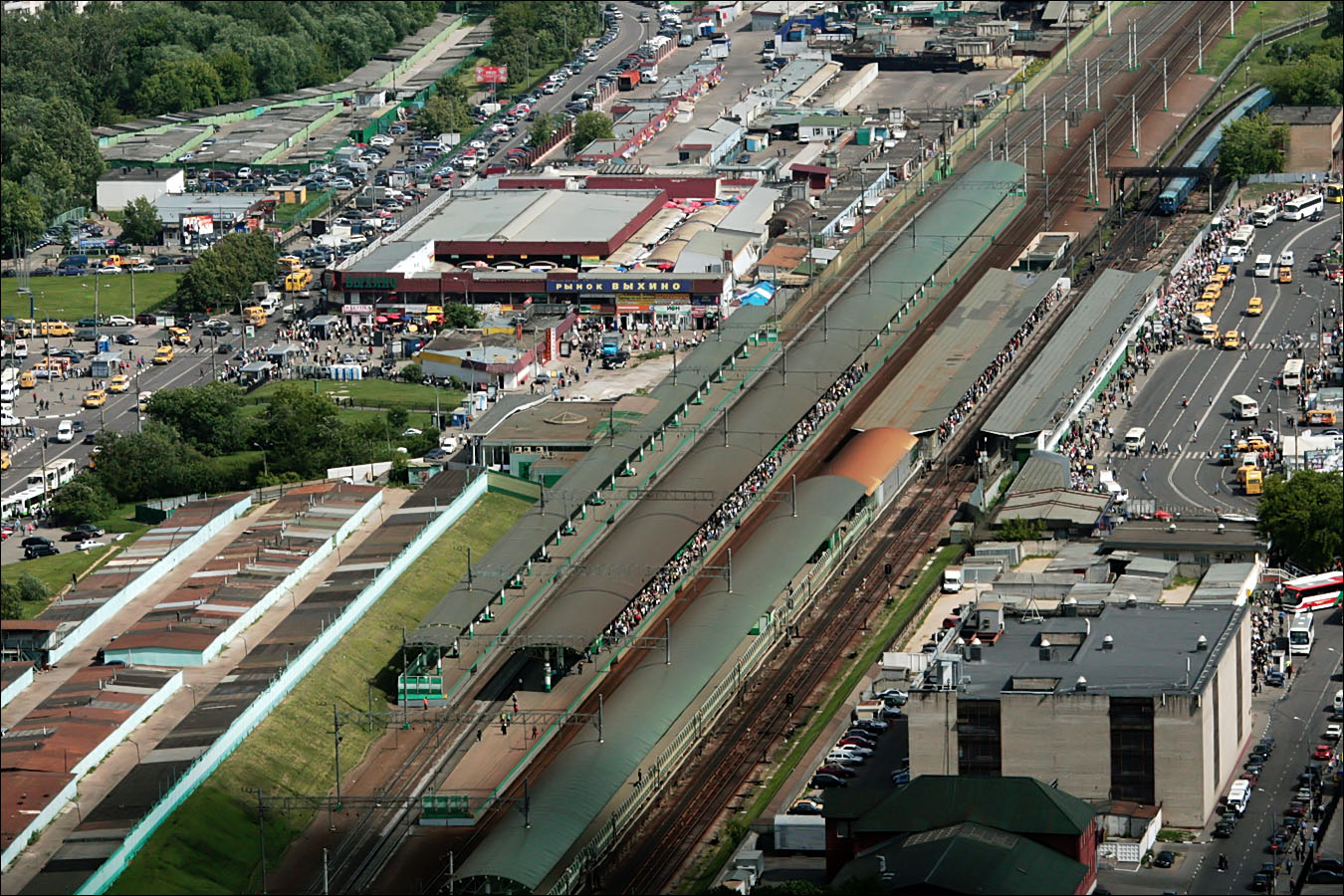
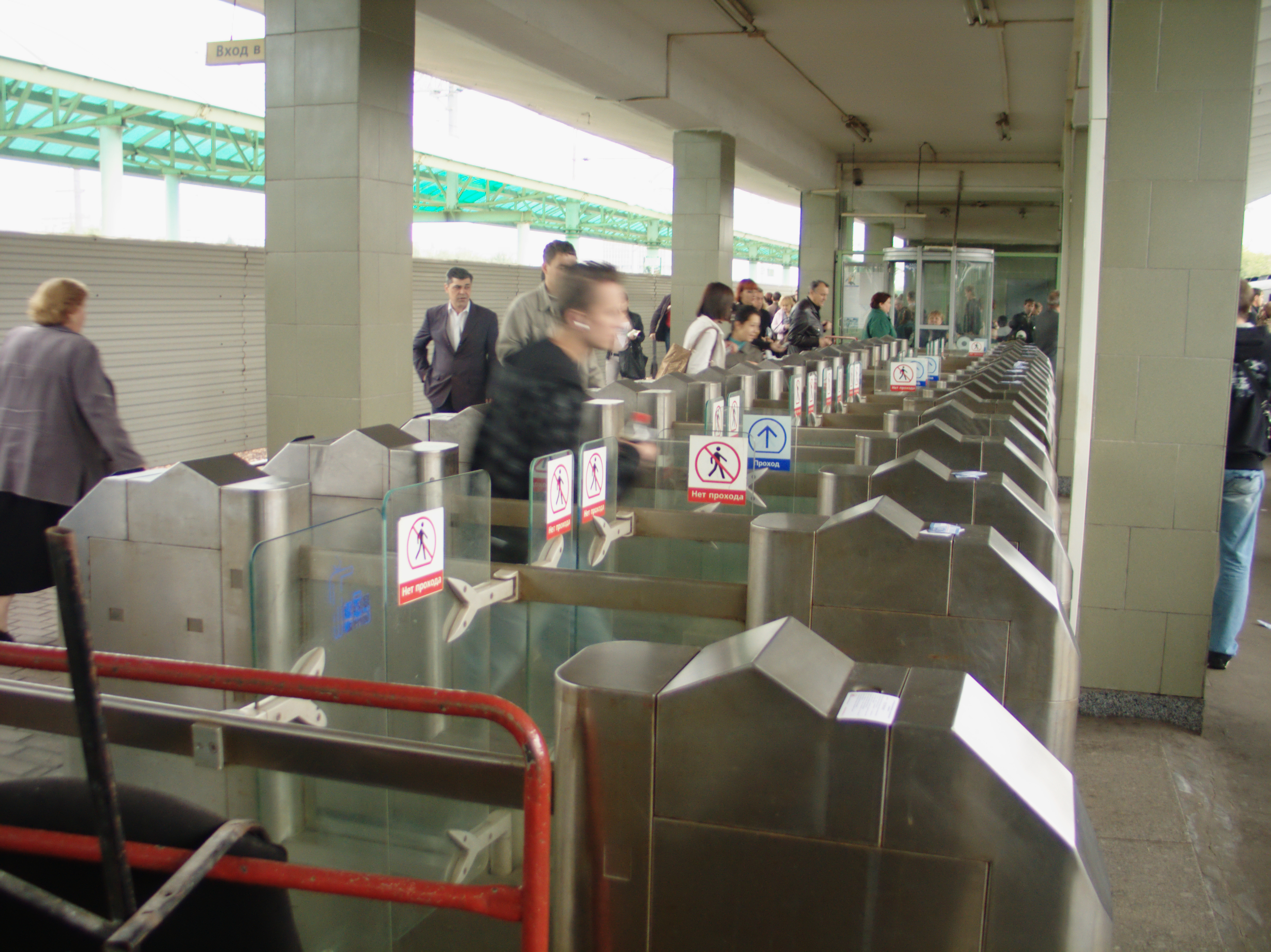
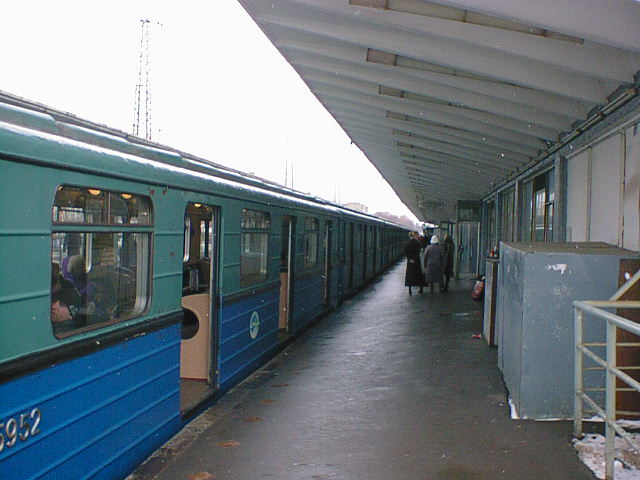
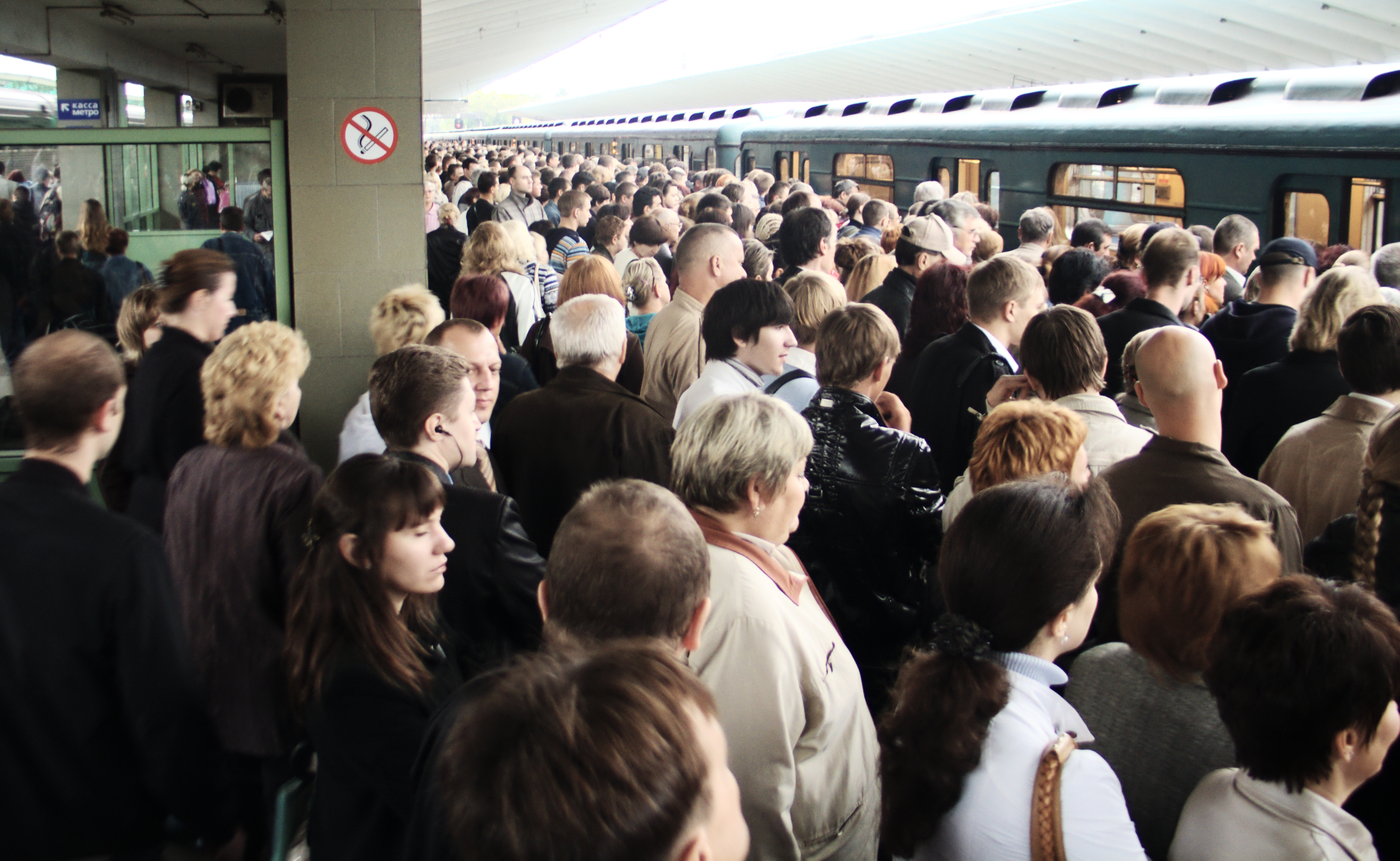